# Diglyphus turcomanica
Diglyphus turcomanica är en stekelart som beskrevs av Kurashev 1990. Diglyphus turcomanica ingår i släktet Diglyphus och familjen finglanssteklar.
Artens utbredningsområde är Turkmenistan. Inga underarter finns listade i Catalogue of Life.